# 丹尼爾·韋伯斯特 (佛羅里達州政治家)
丹尼爾·韋伯斯特（英語：Daniel Webster；1949年4月27日—）是美國的一位政治人物。自2013年開始，他是佛羅里達州第10選舉區選出的美國眾議院議員。他的黨籍是共和黨。在當選國會議員之前，韋伯斯特曾是佛羅里達州參議院議員。